# Дочь Нептуна
«Дочь Нептуна» (англ. Neptune's Daughter) — американский фильм в жанре фэнтези Герберта Бренона.

## Сюжет
Дочь короля Нептуна потеряла сестру, попавшую в рыболовную сеть, раскинутую королём страны, и хочет отомстить за неё, но постепенно влюбляется в короля...

## В ролях
| Актёр            | Роль            |
| ---------------- | --------------- |
| Аннетт Келлерман | Аннетта         |
| Уильям Е. Шэй    | король Уильям   |
| Уильям Уэлш      | король Нептун   |
| Леа Бейрд        | принцесса Ольга |
| Аллен Уолкер     | морская ведьма  |
| Герберт Бренон   |                 |
| Эдмунд Мортимер  |                 |